# Referéndum sobre la independencia de Croacia de 1991

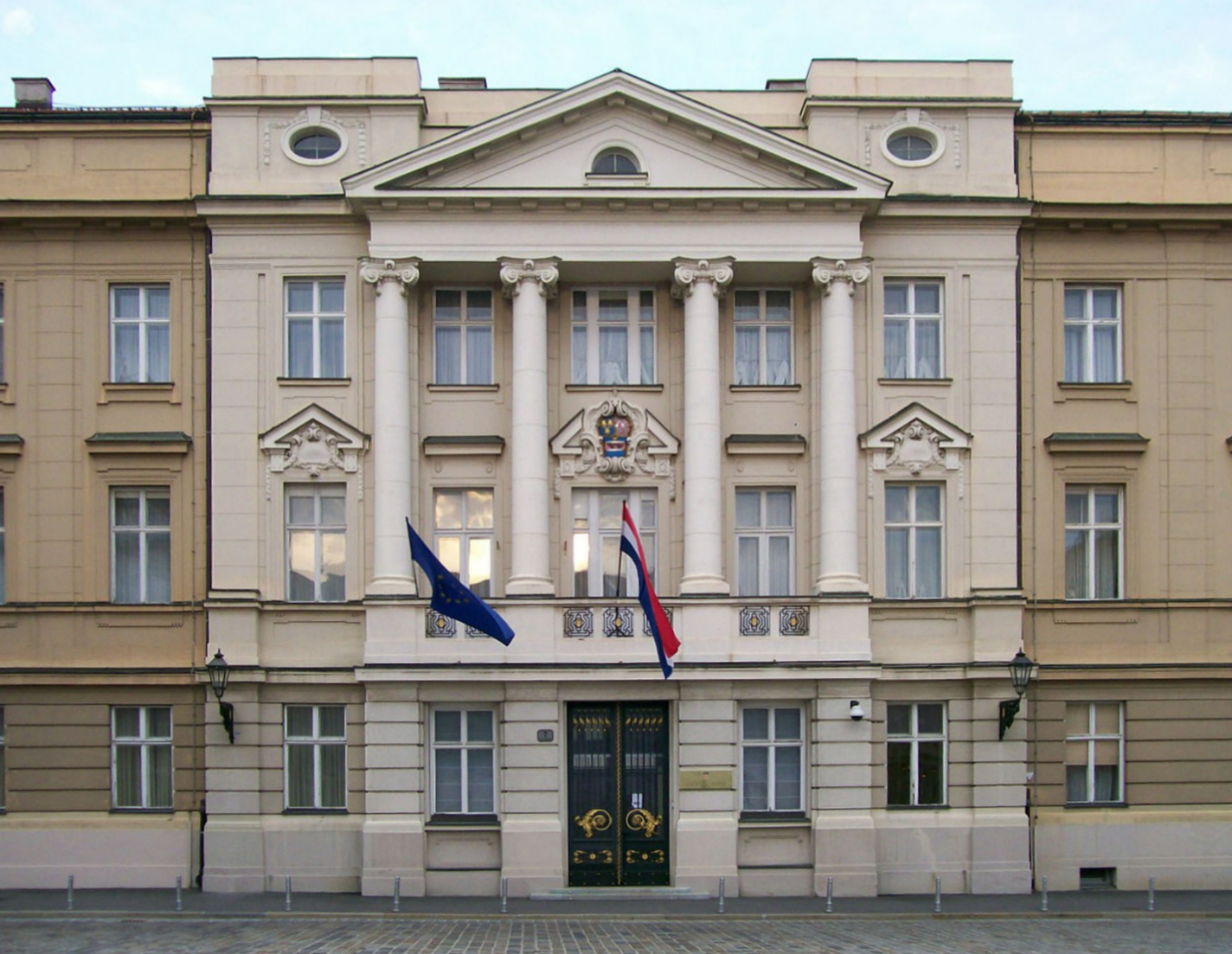
Edificio del Parlamento de Croacia.

El referéndum sobre la independencia de Croacia se llevó a cabo el 19 de mayo de 1991, tras las elecciones parlamentarias de Croacia de 1990 y el aumento de tensiones étnicas que llevaron a la disolución de Yugoslavia. Con una participación del 83% del electorado, el referéndum fue aprobado con un 93% a favor de la independencia de Croacia. 

## Antecedentes
En los años 1980, la situación política de Yugoslavia se deterioró, con una tensión nacional incrementada por el memorando de la Academia de las Artes y de las Ciencias de Serbia de 1986 y por los golpes de 1989 en Vojvodina, Kosovo y Montenegro. En enero de 1990, el Partido Comunista se fragmentó a nivel nacional, con la facción croata demandando una federación más relajada. Ese mismo año, las primeras elecciones multipartidarias tuvieron lugar en Croacia, donde el triunfo de Franjo Tuđman resultó en mayores tensiones nacionalistas. Los serbios nacionalistas en Croacia boicotearon el Parlamento de Croacia y tomaron el control del territorio habitado por serbios, bloquearon carreteras y votaron para que estas áreas se convirtieran en autónomas. Los "oblasts autónomos" serbios tenderán progresivamente a buscar su independencia de Croacia.

## Referéndum

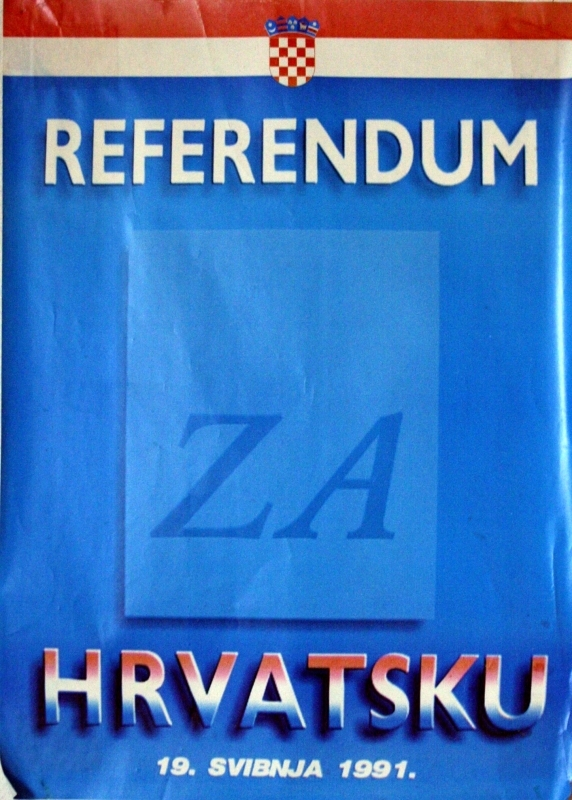
Afiche del referéndum de 1991, llamando a votar por la opción Za (Si)

El 25 de abril de 1991, el Parlamento de Croacia decidió celebrar un referéndum sobre la independencia el 19 de mayo. La decisión fue publicada en el diario oficial de la República de Croacia y se oficializó el 2 de mayo de 1991. El referéndum ofrecía dos opciones. En la primera, Croacia se convertiría en un Estado soberano e independiente, garantizaría autonomía cultural y derechos civiles a los serbios y otras minorías en Croacia, tendría la libertad de formar una asociación de Estados soberanos con otras repúblicas yugoslavas. En la segunda, Croacia seguiría en Yugoslavia como un Estado federal unificado. Las autoridades locales serbias convocaron a un boicot del voto, que fue ampliamente seguido por los serbocroatas. El referéndum tuvo lugar en 7.691 puestos de votación, donde los electores recibieron dos papeletas (azul y roja), cada una de las cuales con una sola opción, permitiendo el uso de una o ambas papeletas. La pregunta del referéndum que proponía la independencia, presentada en la papeleta azul, tuvo el 93,24% a favor, 4,15% en contra y 1,18% de votos inválidos o blancos. La segunda pregunta del referéndum, que proponía que Croacia permaneciera en Yugoslavia, obtuvo el 5,38% de los votos a favor, 92,18% en contra y 2,07% de votos inválidos. La participación fue del 83,56% del total del electorado.

## Declaración de independencia
Posteriormente, Croacia declaró su independencia y disolvió (en croata: razdruženje) su asociación con Yugoslavia el 25 de junio de 1991. La Comunidad Económica Europea y la Organización para la Seguridad y la Cooperación en Europa urgieron a las autoridades croatas establecer una moratoria de la decisión por tres meses. Croacia acordó congelar su declaración de independencia por tres meses, calmando inicialmente las tensiones. No obstante, la Guerra croata de independencia escaló el conflicto.
El 8 de octubre de 1991, la moratoria expiró y el Parlamento croata cortó todos los vínculos remanentes con Yugoslavia. La Comunidad Económica Europea concedería reconocimiento internacional a Croacia el 15 de enero de 1992 y las Naciones Unidas hicieron lo propio en mayo de 1992.